# Aline Pachamama
Aline Rochedo Pachamama (Churiah Puri) é a primeira indígena no Brasil a idealizar um projeto de editora que trabalha com línguas indígenas, reparação linguística e territorial por meio dos livros. Fundadora do Instituto Pachamama que promove ações de reparação histórica ao povo Puri, validação do direito da Terra, das Águas e da biodiversidade da Serra da Mantiqueira. Reconhecida como cientista pelo “Minas Faz Ciência” por seu trabalho em História associado à Geologia e Arqueologia (Boacé Uchô), pelo Museu Histórico Nacional (Inhã Uchô) e o Instituto Serrapilheira.

## Biografia
Indígena do povo Puri da Serra da Mantiqueira. Historiadora, escritora e ilustradora. Doutora em História Cultural pela UFRRJ e mestre em História Social pela UFF, utilizando como metodologia a História Oral.
Em julho de 2016, lançou o projeto de “Reparação Linguística, Histórica e Cultural”, da Pachamama Editora, publicando os primeiros livros bilíngues de autoria  indígena. Autora de uma série de livros, entre eles, o projeto literário "Mulheres Indígenas em Contexto Urbano" - aprovado pela Lei de Incentivo SEC - RJ - Mitã Yakã Pyguá (2017), que culminou na publicação do livro "Guerreiras - Mulheres indígenas na cidade, mulheres indígenas na aldeia" (2018) e do livro infanto-juvenil multilíngue "Taynôh" (2019) em Guarani, Xavante, português e espanhol. Também é autora do livro "Boacé Uchô - A história está na terra-  Narrativas e Memórias do Povo Puri da Serra da Mantiqueira" (2020); "Pachamama - a poesia é a alma de quem escreve" (2016, 2021), "Inhã Uchô" (2023).
Em 2017 foi convidada para participar como apoio e responsável do espaço dedicado ao Povo Puri na curadoria da exposição “Dja Guata Porã” no MAR (Museu de Arte do Rio) – Rio de Janeiro.
Desde 2018, participa do Projeto Arquivo Multimídia da Poesia dos países da CPLP, no âmbito da Cátedra UNESCO Educação, Diversidade Cultural e Cidadania, da Universidade Lusófona de Humanidades e Tecnologias - Lisboa, Portugal - desenvolvendo atividades de investigação e recolha de documentos audiovisuais, impressos no Brasil, que tratam da temática indígena e da valorização da diversidade linguística e cultural dos povos originários. Como resultado da pesquisa, em 2024 relançou o livro Taynôh - Multilíngue com projeto de letramento indígena e reparação linguística, sendo o livro mais traduzido em uma mesma edição (9 línguas/idiomas). A história, que aborda identidades indígenas e afro, e questões ambientais cruciais a serem dialogadas, pode ser lida nos idiomas indígenas Guarani, Xavante e Puri, na língua africana crioula, de Guiné-Bissau, e em espanhol, francês, inglês, italiano e português.
Em 2021, os  livros "Boacé Uchô" e "Pachamama",  de sua autoria, foram contemplados pelo programa Rio de Leitores, da Prefeitura Municipal do Rio de Janeiro e fazem parte das Salas de Leitura dessa rede de ensino. No mesmo ano foi uma das convidadas da websérie “Leia Autoras Indígenas”, projeto desenvolvido pelo Sesc Ipiranga, que incentiva a leitura de obras indígenas. Entre 2019 e 2020 foi colaboradora do Museu dos Povos Indígenas na área de educação.
Idealizadora do Instituto Pachamama cujo intuito é desenvolver o projeto Inhã Uchô como Espaço de Aprendizado da Floresta, Didático Ambiental e de Memória e Reparação Histórica do Povo Puri da Mantiqueira. Lançou, em 2021, a música “Abya Yala” em prol da Mãe-Terra Amana Tykyra (Serra da Mantiqueira) Mantiqueira e do Projeto Inhã Uchô. Em 2023, o Instituto recebeu a certificação do Ibram como ponto de memória e cultura. 
Como ilustradora, em 2023, cedeu a reprodução do quadro de sua autoria intitulado “Inhã Uchô Puri - Os Puri da Mantiqueira” para compor a exposição do Museu Histórico Nacional e representar a presença e a integração do povo Puri na Serra da Mantiqueira.
Em 2023, participou da chamada pela chamada conjunta FAPERJ - Serrapilheira em ecologia, de apoio a jovens cientistas negros e indígenas sem vínculo empregatício com ICTs nº1/2023. O projeto Inhã Uchô, a ecologia dos povos originários, recebeu apoio de forma discricionária para ser desenvolvido na região no ano de 2024. O apoio financeiro em 2024 possibilitou início de mapeamento de sítios arqueológico Puri, como a pedra sonora, reserva de Araucárias e das fontes e córregos da região. 
Por conta deste último e atuação na região, recebeu o convite para participar do projeto ÁGUA - Wasserpoetiken Wasserpolitiken, 2025 Literaturforum Brecht-Haus como autora de artigo e vídeo com a temática: "Água e privatização: cercas (pós-)coloniais e capitalistas" e "Água e poluição: dimensões ecológicas e biopolíticas", pelo qual está desenvolvendo ações para salvaguardar nascentes e córregos de Amana Tykyra - Serra da Mantiqueira.
Em 2024, ganhou em primeiro lugar o prêmio Carolina Maria de Jesus, organizado pelo Ministério da Cultura, pela obra “Meu país é nome de árvore” como escritora indígena. Em março de 2024, foi convidada pelo Canal Saúde Fiocruz a participar como protagonista do documentário “Cientistas”, gravado no território do Povo Puri, na Serra da Mantiqueira. A temática abordada tratou a representatividade indígena no campo da ciência e seu trabalho na valorização e preservação do todo ambiente e no âmbito cultural, das línguas dos povos originários.
Em 2025, foi convidada a participar como  consultora de exposição Indígena de longa duração do Museu Nacional de Belas Artes.

## Obras
PACHAMAMA, Aline Rochedo. PACHAMAMA. A poesia é a alma de quem escreve; Pachamama Editora, 2015
PACHAMAMA, Aline Rochedo. GUERREIRAS, mulheres indígenas na cidade, mulheres indígenas na aldeia. Rio de Janeiro; Pachamama Editora, 2018.
PACHAMAMA, Aline Rochedo. TAYNÔH, o menino que tinha cem anos.  Bilingue Rio de Janeiro; Pachamama Editora, 2018.
PACHAMAMA, Aline Rochedo. BOACÉ UCHÔ, a história está na terra. Rio de Janeiro; Pachamama Editora, 2020.
PACHAMAMA, Aline Rochedo. INHÃ UCHÔ, território, corpo, espírito. Rio de Janeiro; Pachamama Editora, 2023.
PACHAMAMA, Aline Rochedo. TAYNÔH, o menino que tinha cem anos. Multilíngue Rio de Janeiro; Pachamama Editora, 2024.
PACHAMAMA, Aline Rochedo. MEU PAÍS É NOME DE ÁRVORE e território indígena .Rio de Janeiro; Pachamama Editora, 2025,
PACHAMAMA, Aline Rochedo. JATAÌ e as abelhinhas indígenas Rio de Janeiro; Pachamama Editora, 2025.

PACHAMAMA, Aline Rochedo. Instituto Pachamama, Projeto Inhã Uchô, 2022.